# Pęd (botanika)

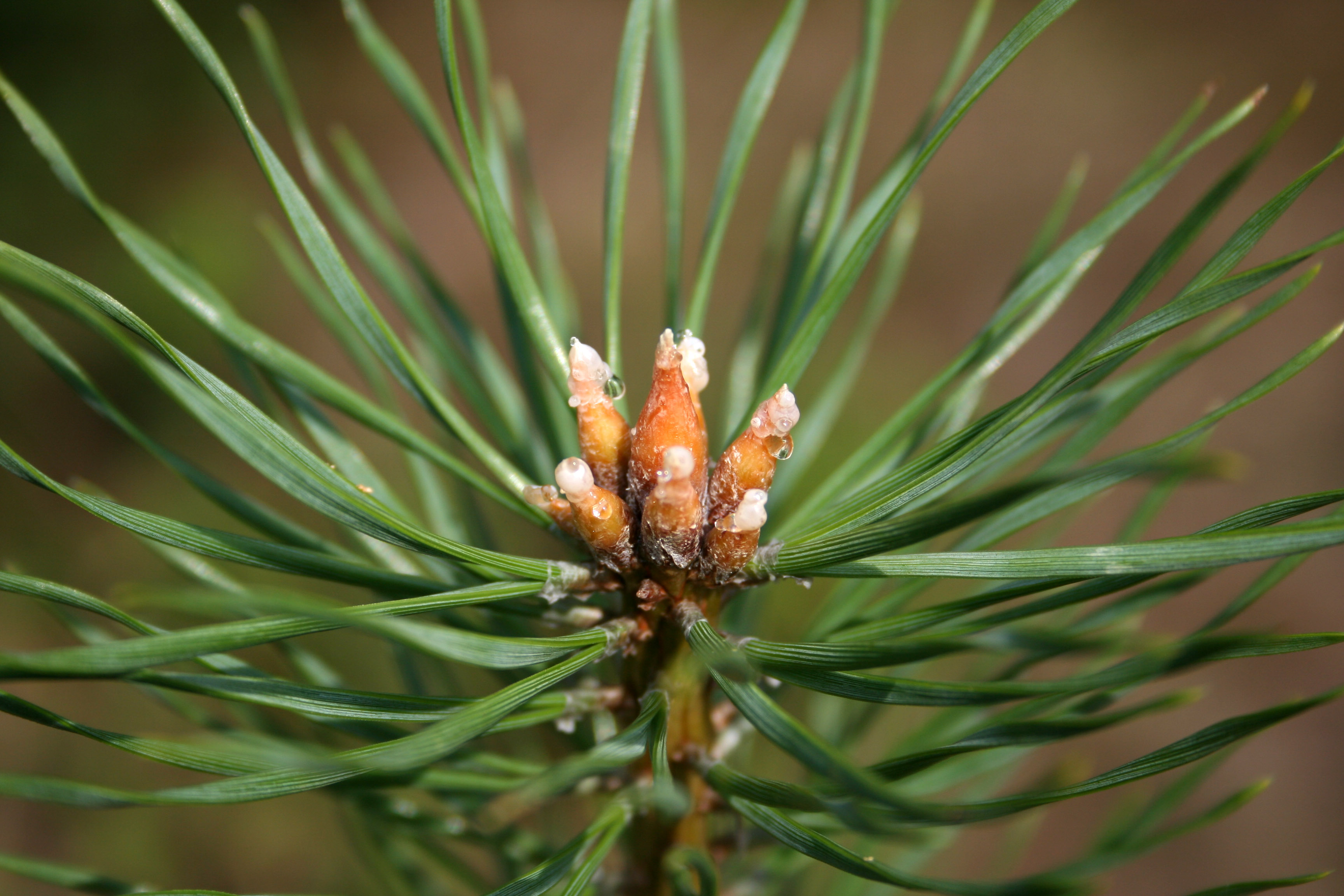
Pędy sosny zwyczajnej Pinus sylvestris z pąkami na szczycie. Liście (igły) zebrane są po dwa w krótkopędzie, z kolei krótkopędy siedzą na długopędzie.

Pęd – część rośliny składająca się z łodygi, liści, pączków, kwiatów i owoców.  Często  termin pęd jest nieprawidłowo utożsamiany z pojęciem łodyga. 
Typowy pęd to nadziemna część rośliny złożona z łodygi, będącej osią pędu, oraz osadzonych na niej organów bocznych – liści. Liście osadzone są na łodydze w regularnych odstępach. Miejsca, z których wyrastają, są często węźlasto zgrubiałe (np. u traw) i nazywają się węzłami. Dzielą one łodygę na odcinki – międzywęźla. W fazie rozmnażania rośliny pęd wytwarza również kwiaty i owoce.

## Typologia
Wyróżnia się pędy nadziemne oraz pędy podziemne. Ze względu na sposób i tempo wzrostu wyróżnić można dwa rodzaje pędów:
- długopędy – wydłużone,
- krótkopędy – skrócone.

### Pędy podziemne
Rola pędu podziemnego:
- pozwala przetrwać roślinie niekorzystne warunki
- magazynuje substancje odżywcze
- służą do rozmnażania

Rodzaje pędów podziemnych:
- bulwy (np. ziemniaki)
- kłącza (np. tataraku)
- cebula (np. tulipan)
- rozłogi nadziemne (np. poziomki) i podziemne (np. wierzbownicy)

### Pędy nadziemne
Rolą pędu nadziemnego jest:
- odżywianie przez fotosyntezę
- rozmnażanie

W skład pędu nadziemnego wchodzą:
- kwiaty
- owoce
- liście
- łodyga

## Typy rozgałęzień pędów
Wyróżnia się następujące podstawowe typy rozgałęzień pędów:
- rozgałęzienia typu monopodialnego – pędy o silnie rosnącej osi głównej i słabiej rosnących odgałęzieniach dalszych rzędów,
- rozgałęzienia typu dichotomicznego – pędy rozwidlające się w wyniku podziału pąka szczytowego,
- rozgałęzienia typu sympodialnego – pędy, których prowadzenie przejmują kolejne odgałęzienia boczne.